# Schlacht am Hirzel
Etzel · Pfäffikon · Grüningen I · Freienbach · Blickensdorf · Hirzel · Bremgarten · Regensberg · Grüningen II · St. Jakob an der Sihl · Greifensee · St. Jakob an der Birs · Erlenbach I · Koblach · Sargans · Wil · Kirchberg · Wolfhalden · Obertoggenburg · Wigoltingen · Erlenbach II · Männedorf · Wollerau · Ragaz
Die Schlacht am Hirzel war ein militärischer Konflikt, der am 24. Mai 1443 im Verlaufe des Alten Zürichkriegs auf dem Zimmerberg, im heutigen Kanton Zürich, Schweiz, ausgetragen wurde.
Die Gegner waren auf der einen Seite die Kontingente der eidgenössischen Acht Alten Orte Luzern, Uri und Unterwalden und auf der anderen Seite Truppen der Reichsstadt Zürich und der Habsburger. Diese erste grössere Schlacht des Alten Zürichkriegs war für den weiteren Kriegsverlauf entscheidend, da die zürcherisch-österreichische Koalition durch ihre Niederlage bereits zu Beginn des Kriegs komplett in die Defensive gerieten.

## Vorgeschichte
Der neuerliche Kriegsausbruch 1443 entzündete sich an der Weigerung Zürichs, das 1442 geschlossene Bündnis mit dem frisch gekrönten König Friedrich III. aufzulösen, obschon Zürich gemäss dem Bundesbrief mit der Eidgenossenschaft von 1351 freies Bündnisrecht besass. Auf die Einladung zu einem eidgenössischen Schiedsgericht in Einsiedeln reagierte Zürich negativ, so dass Schwyz als Hauptinitiator – und in dessen Gefolge Glarus – die übrigen noch unentschlossenen eidgenössischen Orte vor vollendete Tatsachen stellte und in der Nacht vom 20. auf den 21. Mai der Stadt Zürich und Markgraf Wilhelm von Hachberg namens der Herrschaft Österreich die Kriegserklärungen übermittelte. Glarus ermahnte man, dies ebenfalls zu tun.
Den Oberbefehl über die gesamten Zürcher Truppen hatte Marschall Thüring II. von Hallwyl inne, der Anfang 1443 von Friedrich III. auf dessen Kosten nach Zürich beordert wurde, wo er am 25. Januar 1443 vereidigt wurde. König Friedrich III. unterstützte die Zürcher Seite als Herzog von Habsburg vorerst nur indirekt; der Reichskrieg gegen die Eidgenossen wurde erst im Folgejahr (30. August 1444) proklamiert.
Am 22. Mai erfolgte eine erste militärische Offensive der zürcherisch-österreichischen Koalition von Rapperswil aus über den Zürichsee gegen das Gebiet der Höfe, das drei Jahre zuvor in dem für Zürich ungünstigen Kilchberger Frieden am 1. Dezember 1440 von Schwyz annektiert wurde. Diese amphibische Operation wurde von Schwyz und Glarus in der Schlacht bei Freienbach abgewiesen. Zürich erhielt an diesem Tag eine Kriegserklärung von Luzern, die Absagebriefe von Glarus, Uri, Unterwalden sowie Zug dürften ebenfalls an diesem Tag erfolgt sein. Bern und dessen Verbündeter Solothurn zögerten dagegen mit ihrem Kriegseintritt noch.
Das Zürcher Hauptkontingent unter Marschall Thüring II. von Hallwyl lag an der stark befestigten Letzi oberhalb von Horgen, welche während des seit 1440 währenden Waffenstillstandes in jahrelanger Arbeit ausgebaut wurde, um den vielbegangenen Handelsweg am Hirzelpass abzuriegeln. Der genaue Verlauf dieser aus Steinen und Baumstämmen gefertigten Feldbefestigung ist nicht bekannt, doch reichte sie jedenfalls so weit, um die beiden Zugänge von den Sihlbrücken in der Babenwag und bei Finstersee zu sperren. Zuvor besetzten Anwohner des Zürichsees die Schutzwehr eigenmächtig; dies einerseits wohl als Ergebnis der Schlacht bei Freienbach, aber auch aus Furcht, das gleiche Schicksal wie im bereits November 1440 zu erleiden, als die Zürcher sich praktisch kampflos zurückzogen und die ganze Zürcher Landschaft von den Eidgenossen verheert wurde. Das Landvolk wollte die Stellung nicht einmal auf Befehl des Zürcher Bürgermeisters Rudolf Stüssi räumen, so dass Thüring von Hallwyl gezwungen war, Verstärkungen dorthin abzukommandieren. Die Klingenberger Chronik dazu: «Diss was och ganz wider den von Hallwil, der der von Zürich hoptman was». Die Innerschweizer reagierten mit der Besetzung ihrer eigenen gegen Zürich gerichteten Grenzbefestigungen.
Noch am 22. Mai ersuchte Thüring II. von Hallwyl die Stadt Zürich dringend um die Zuführung der zuvor versprochenen Söldner, zudem riet er, noch weitere auswärtige Söldner anzuwerben – offenbar damit es im Fall von Verlusten bei den Zürcherinnen weniger «geschrey» gäbe und Söldner zudem eher dazu geeignet seien, in festen Stellungen auszuharren – da er mit den bisherigen bei ihm befindlichen Söldnern die Truppen unter Zürcher Bürgermeister Stüssi verstärkt hatte. Diese Truppen – insgesamt etwa 1300 Mann – lagen auf dem Albis in der geringsten Entfernung zur Stadt, doch drangen sie in der Nacht vom 22. auf den 23. Mai zur Sondierung der Feindstärke in das Gebiet von Stadt und Amt Zug vor. Dort diente der Baarerboden als Aufmarschbasis für die innerschweizer Truppen, deren Kontingente nach und nach dort eintrafen. Nach dem unentschiedenen Gefecht bei Blickensdorf gelang es den Zürchern, sich vom Gegner zu lösen und wieder in ihre Ausgangsstellungen am Albis zurückzukehren, da sie sich aufgrund der feindlichen Übermacht auf keine grössere Schlacht einlassen wollten. Die Verfolgung von Stüssis Truppen wurde bei Kappel von den Innerschweizern aus Erschöpfung und Hunger abgebrochen.
In dieser Situation bat Stüssi um dringenden Nachschub; es ist anzunehmen, dass der Zürcher Bürgermeister einen direkten Angriff auf die sich zurückziehenden Truppen am Albis befürchtete, zumal diese ja vom Gegner bis Kappel verfolgt wurden und sie exponierter als die Truppen in den starken Grenzbefestigungen der Zürcher am Hirzel waren. Diese Annahme wird unterstützt durch den Umstand, dass Thüring von Hallwyl dieser Bitte nachkam, Truppen unter seinem Befehl sowie unter Wilhelm von Hachberg von der Letzi bei Horgen abzogen und sich beide Kommandeure mitsamt der Verstärkung auf den Albis begaben. Um die Schwächung der Verteidigungsstellung an der Letzi vorerst auszugleichen, wurden zusätzliche Truppen unter Hans Meis aus Männedorf, Stäfa, und der Stadtzürcher Schumacher- und Schneiderzunft an die Letzi verlegt. Das Kommando vor Ort übernahm Hans Meyer von Knonau.
Die Eidgenossen dürften die Schwächung der Grenzbefestigungen bemerkt haben, doch wähnten sie sich dennoch noch als zu schwach, einen direkten Angriff zu unternehmen. Stattdessen führten die Kontingente von Luzern, Uri und Unterwalden am Freitag, den 24. Mai eine Umgehungsbewegung über die Stadt Zug nach Finstersee durch, um von dort über verhältnismässig unwegsames Gelände die Sihl zu überqueren und ein Lager östlich der Hirzeler Verteidigungsstellung aufzuschlagen. Die Zuger verblieben zunächst noch auf ihrem eigenen Territorium. An diesem Feldzug soll auch der Rottmeister Niklaus von der Flüh aus Obwalden teilgenommen haben. Der Plan war, die sich noch in Freienbach befindlichen Schwyzer und Glarner um Unterstützung zu ersuchen und die Vereinigung mit den Truppen der beiden Orte sowie der Zuger abzuwarten, um einen gemeinsamen Angriff am Folgetag auf die Letzi durchzuführen, da sich der Tag auch schon gegen Ende neigte. Die Schwyzer und Glarner sagten ihre Hilfe zu und rüsteten sich zum Aufbruch.

## Verlauf
Der Chronist Hans Fründ, der als Augenzeuge vor Ort war, berichtet, dass die Zürcher Truppen gerade beim Abendessen sassen, als sie die anrückenden Feinde entdeckten. Diese seien durch «böse, wüste und unsubre Wort» derart provoziert worden, dass sie entgegen den Ratschlägen ihrer Hauptleute ungeordnet sofort zum Angriff übergingen, was den gesamten Heerhaufen der Innerschweizer mitriss. Dieser erste unkoordinierte Angriff, der noch dazu an der ungünstigsten und am härtesten verteidigten Stelle erfolgte, blieb in den gut ausgebauten Verteidigungsanlagen der Zürcher stecken. Die nun folgende ausgesprochen heftige Schlacht wurde von beiden Seiten mit grosser Verbissenheit und Hartnäckigkeit geführt. Die Feuerwaffen der Zürcher konnten zu Anfang ihre Wirkung voll entfalten, so dass sich die Gräben vor der Stellung mit Gefallenen füllte.
Als es nach längerem Kampf, bei dem auch Kommandant Hans Meyer von Knonau fiel, den überlegenen Kräften der Luzerner, Urner und Unterwaldner gelang, die langgezogenen Anlagen an zwei Stellen zu überwinden, drohte den Zürchern nun die Einkesselung und völlige Vernichtung. Nach Angriffen in die Flanke setzte eine Fluchtbewegung der Zürcher über den Berg in Richtung Horgen ein, wodurch die nun einsetzende Verfolgung durch die Gegner zu einem blutigen Gemetzel führte. Dieses währte bis in die Nacht, bis die Dunkelheit eine weitere Verfolgung verhinderte. Man ging dazu über, die Häuser der Umgebung anzuzünden, da sich dort offenbar restliche Verteidiger verschanzten.
Nachdem Thüring von Hallwyls Hauptkontingent am Albis von der Niederlage erfuhr, setzten längere Beratungen ein, wonach man zunächst beschloss, den Eidgenossen entgegenzuziehen, um ihnen eine offene Feldschlacht zu liefern. Nachdem sie ihre Streitmacht in Richtung der Gegner vorrücken liessen, trat ein für die Zürcher unangenehmes Phänomen auf: Einzelne Truppenteile setzten sich ab; es schien, dass «sie nit lustig warent ze fechten», so dass sich die Truppenstärke der Zürcher zusehends verkleinerte. Als Thüring von Hallwyl dies feststellte, machte man halt, um über das weitere Vorgehen zu beraten. Schliesslich beschloss man den Rückzug nach Zürich. Während des Rückmarsches hat die Truppe allerdings scheinbar wieder seine ursprüngliche Stärke erreicht, da sich diejenigen, die sich zuvor abgesetzt hatten, offenbar wieder angeschlossen hatten, wahrscheinlich um nicht als Fahnenflüchtige gebrandmarkt oder der Feigheit bezichtigt zu werden. Die Klingenberger Chronik dazu: «si kament uss den studen und da sie sich verborgen hattent, und zugent mit der panner wider haim».

## Verluste
Die Angaben über Truppenstärken und Verluste in der Schlacht am Hirzel sind schwer zu beziffern, da sich die unterschiedlichen Quellen in dem Punkt stark widersprechen. Der Chronist und Augenzeuge Hans Fründ gibt 505 gefallene Zürcher an – die in elf grossen Gruben direkt auf dem Schlachtfeld begraben wurden – beruhend auf einer Zählung der Leichen (Body Count) und spricht von 60–70 eidgenössischen Verlusten. Die Truppenstärke der Verteidiger an der Letzi gibt er mit 1400 an; diese wird aber auch auf weniger als tausend geschätzt. Die Klingenberger Chronik gibt 250–300 gefallene Zürcher an und «empfindliche Verluste» auf der Gegenseite. Markgraf Wilhelm von Hachberg gab die Zürcher Verluste auf 200, die der Eidgenossen dagegen mit 600 Toten an. Einer Randnotiz der Stiftsbibliothek Einsiedeln zufolge betrugen die Zürcher Verluste 180 Mann.
Die Stadtzürcher Führung betonte stets, der Feind übertreibe mit den Zürcher Verlustzahlen. «wenn wir denn einen verlurind, so schribind sy durch das gantz land, wir hettind zwentzig verlorn». Jedoch neigte sie auch dazu, die eigenen Verluste nach unten zu korrigieren, um die eigene Truppenmoral nicht zu gefährden. Dies galt allerdings ebenso für die Eidgenossen, die den Reichsstädten etwa nach der Schlacht bei Freienbach schrieben, der Feind habe schwerste Verluste erlitten. Die Gesamtverluste dürften aber in jedem Fall auf beiden Seiten hoch gewesen sein; verlässliche Zahlen für die Zürcher Seite gibt es zumindest in Teilbereichen. Die Pfarrei Küsnacht gibt 55 Gefallene aus den drei Gemeinden Küsnacht, Erlenbach und Herrliberg an, die Pfarrei Kilchberg für die drei Gemeinden Kilchberg, Adliswil und Rüschlikon 35, und die Pfarrei Horgen für die drei Gemeinden Hirzel und Horgen (2018 fusioniert) sowie Oberrieden 34 Gefallene; dadurch dürften diese 124 Toten allein aus diesen Orten der Seegegend als gesichert gelten. Dies schliesst allerdings nicht die auswärtigen Söldner, das Stadtzürcher Aufgebot und die restliche Zürcher Landschaft mit ein; die Angaben von Fründ bezüglich der Zürcher Verluste dürften der Realität daher nahekommen.
Auf der Gegenseite erscheinen die Angaben mit weniger als einhundert eidgenössischen Toten für die Schlacht eher fragwürdig, zumal der unkoordinierte Angriff auf die gut befestigten und mit Feuerwaffen verstärkten Stellungen der Zürcher einen hohen Blutzoll gefordert haben muss. Es wurde berichtet, dass die Eidgenossen über ihre eigenen Leichenberge klettern mussten, um damit die Letzi zu überwinden, was die Angabe Wilhelms von Hachberg bezüglich der gegnerischen Verluste doch durchaus plausibel erscheinen lässt.

## Folgen
Die direkten und auch indirekten Folgen der Schlacht waren für die Zürcherisch-österreichische Koalition verheerend. Diese geriet dadurch bereits zu Anfang des Kriegs völlig in die Defensive; durch den Rückzug der Truppen nach Zürich lag das Zürcher Territorium für die Eidgenossen praktisch ungeschützt da. Auch die Verbündeten Zürichs, insbesondere Bremgarten, Mellingen und Baden, waren nun bedroht. Am 25. Mai vereinigten sich die eidgenössischen Kontingente, am 26. Mai (einem Sonntag) wurden nacheinander Horgen, Thalwil, Rüschlikon und Kilchberg mitsamt der Kirche in Brand gesteckt. Daraufhin legten sich die Truppen vor Zürich, wo sie sich drei Tage lang aufhielten; es wurde jedoch nicht ernsthaft erwogen, die Stadt zu belagern. Von Zürich aus erfolgten einige kleinere berittene Ausfälle, deren Wirkung allerdings begrenzt blieb. Auf eine grössere Schlacht liessen sich die Zürcher nicht ein. Währenddessen erfolgte am 27. Mai die Kriegserklärung Berns an Wilhelm von Hachberg, am 28. Mai auch diejenige an Zürich. Bern war von dem bisherigen Kriegsverlauf unterrichtet, so dass dessen Kriegseintritt vermutlich auch eine Folge der Schlacht am Hirzel war. Mit Bern trat auch Solothurn am 28. Mai in den Krieg ein.
Am 30. Mai zog das eidgenössische Heer über Adliswil plündernd und brandschatzend vor Bremgarten, das inzwischen durch die Kontingente von Bern und Solothurn verstärkt wurde, so dass es auf 7000 Mann anwuchs. Das Städtchen hielt drei Tage lang stand; nach der Kapitulation von Bremgarten unterwarfen sich Mellingen und Baden kampflos. In der Folge fiel am 9. Juni Regensberg und am 16. Juni auch Grüningen, bevor sich das Heer auflöste und die einzelnen Kontingente der Eidgenossen am 17./18. Juni nach Hause zogen. Dadurch blieben den Zürchern in ihrem eigenen Gebiet als feste Plätze – neben Zürich selbst – nur noch Greifensee übrig. Dazu kamen noch die österreichischen Städte im Umland wie Rapperswil und Winterthur.
Am 22. Juli unternahmen die Eidgenossen einen zweiten Feldzug gegen Zürich, der in der Schlacht bei St. Jakob an der Sihl zu einer weiteren empfindlichen Niederlage der Stadt und zur ersten Belagerung von Rapperswil führte.

## Bewertung
Aufgrund der Tragweite der Begegnung wurde mehrfach versucht, den Hauptschuldigen für die Zürcher Niederlage zu ermitteln. Genannt wird Bürgermeister Rudolf Stüssi, dessen angeblich sinnloser und unnötiger Angriff auf Blickensdorf am Vortag die unschlüssigen Orte zum Kriegseintritt bewogen haben soll. Dies ist im Grunde nicht haltbar, da Luzern ja bereits zwei Tage zuvor seine Kriegserklärung übermittelte und Uri, Unterwalden und Zug dies wahrscheinlich am selben Tag taten. Der eidgenössische Aufmarsch im Baarerboden – und möglicherweise auch die Kriegserklärungen der Innerschweizer Orte – erfolgten ja eher als Reaktion durch die Besetzung der Letzi durch das Landvolk. Das Gefecht bei Blickensdorf war zudem keineswegs kriegsentscheidend und die Zürcher erhielten erstmals einen Überblick über Feindstärke und Stellungen des Gegners.
Markgraf Wilhelm von Hachberg wurde vorgeworfen, die Aufklärung vernachlässigt zu haben. Allerdings beschwerte dieser selbst sich in einem Schreiben darüber, dass er nicht wisse, wo der Feind stehe, obwohl er Kundschafter ausgesandt habe. Zudem wurde ihm in der Literatur (etwa bei Karl Dändliker) vorgeworfen, für die Disziplinlosigkeit der Truppen gesorgt zu haben, indem er in demselben Brief Wein für die Truppen angefordert hatte, um die Truppenmoral zu steigern («dann habend wir win, so sind wir alle sament dester froilicher»). Dies relativiert sich allerdings durch den Umstand, dass Alkohol in diesem wie auch in den meisten anderen Kriegen dieser Zeit für alle Beteiligten eine erhebliche Rolle gespielt haben dürfte. Ausserdem war es Thüring II. von Hallwyl, der den Oberbefehl über die Zürcher Truppen hatte und das oben genannte Schreiben auch zusammen mit Hachberg und den Zürcher Räten verfasst hatte.
Von Hallwyl selbst wird vor allem vorgeworfen, zu zögerlich vorgegangen zu sein und nicht sofort mit ganzer Macht den Truppen an der Letzi zugezogen zu sein. Der Marschall hatte allerdings mit gravierenden Disziplinlosigkeiten seiner Truppenteile und mangelnder Koordination zu kämpfen. Dies war jedoch auch auf der eidgenössischen Seite ein grosses Problem; der überstürzt erfolgte Angriff auf die Letzi hätte auch für die Luzerner, Urner und Unterwaldner, die das Eintreffen der Zuger sowie der Schwyzer und Glarner nicht abwarteten, zur Katastrophe führen können (→ auch Schlacht bei St. Jakob an der Birs).